# Reti Amiche
Il progetto Reti Amiche è stata un'iniziativa del Dipartimento della funzione pubblica, voluta dall'ex ministro Renato Brunetta facente parte del governo Berlusconi IV. Il progetto, è nato con lo scopo di facilitare l'accesso dei cittadini italiani alla pubblica amministrazione, e per ridurre i tempi di attesa necessari per usufruire dei servizi richiesti.
La rete è costituita da vari punti di accesso (tabaccherie, filiali di Poste Italiane, caserme, ecc.) stabiliti grazie alla collaborazione tra Stato e privati che dispongono di reti informatiche.